# The Girl Stage Driver
The Girl Stage Driver er en amerikansk stumfilm fra 1914 af Webster Cullison.

## Medvirkende
- Norbert A. Myles
- Edna Payne
- Will E. Sheerer